# 八丈島東方沖地震
八丈島東方沖地震（はちじょうじまとうほうおきじしん）は、1972年に八丈島の東方沖で発生した地震である。

## 概要
1972年（昭和47年）12月4日19時16分、八丈島の東北東約110キロメートル (km) の太平洋北緯33度20.2分・東経140度56.3分を震央とする深さ54 (km)、Mj7.2 (Mw7.4) の地震が発生。この地震により八丈島で最大震度の6（烈震）、東京で震度4（中震）を記録した。この地震に対し、気象庁は1972年12月4日八丈島東方沖地震と命名した。八丈島東方沖では9か月前同年2月29日にもM7.0 (Mw7.2)の地震が発生し北緯33度31.5分・東経140度53.1分、八丈町で最大震度5の強震を記録していた。それからは余震が続き震度5を最高に100回近くの余震が発生していた。
この地震では、八丈島では最大波高50センチメートル (cm) 程度の津波を観測した。
1948年（昭和23年）6月28日の福井地震以来長らく震度6の観測事例がなく、この地震で24年ぶりに公式に震度6を観測したことになる。
なおこの地震では東京都新宿区に建設されたばかりの超高層ビル、京王プラザホテル（47階建、170 m）では44階のレストランでは高層ビル特有の長周期地震動が発生して客などが一時騒然となったという。

## 各地の震度
震度4以上の地点は次の通り。
| 震度 | 都道府県 | 観測所                   |
| ---- | -------- | ------------------------ |
| 6    | 東京都   | 八丈島                   |
| 4    | 福島県   | 小名浜                   |
| 4    | 千葉県   | 千葉・館山               |
| 4    | 東京都   | 東京・大島・新島・三宅島 |
| 4    | 神奈川県 | 横浜                     |
| 4    | 静岡県   | 網代                     |